# Magnetschnellbahn Berlin–Hamburg
Die Magnetschnellbahn Berlin–Hamburg war eine in den 1990er Jahren geplante Transrapidstrecke zwischen Berlin und Hamburg. Aus dem im Februar 2000 beendeten Projekt gingen mit dem Metrorapid und dem Transrapid München zwei weitere, ebenfalls abgebrochene Transrapid-Projekte hervor.

## Verlauf
Die Strecke sollte von Hamburg Hauptbahnhof (Streckenkilometer 0,0) mit Zwischenstopps in Hamburg-Moorfleet (km 7,2), Holthusen (südlich von Schwerin, km 99,0) und Berlin-Spandau (km 278,4) nach Berlin Hauptbahnhof (km 290,8) führen und fast durchgängig nördlich der bestehenden Bahnstrecke Berlin–Hamburg verlaufen. Zwischen Hamburg und dem Raum Schwerin sollte die Strecke weitgehend in Verkehrswegebündelung mit der Bundesautobahn 24 verlaufen, im Südostabschnitt teils parallel zur bestehenden Bahnstrecke. Zwischen der bestehenden Bahnstrecke und der Magnetschnellbahnstrecke war ein Achsabstand von etwa 15 m vorgesehen.
Insgesamt sollten 192 km (65 %) der Strecke parallel zu bestehenden Verkehrswegen (einschließlich Hochspannungsleitungen) verlaufen. Gegenüber der Fahrzeit eines ICE 3 von 82 Minuten hätte der Transrapid die Strecke ohne Zwischenhalte in höchstens 60 Minuten zurücklegen können. Unter Berücksichtigung der drei geplanten Zwischenhalte hätte die Reisezeit ebenfalls 82 Minuten betragen. Dabei sollte eine Spitzengeschwindigkeit von 450 km/h (in den Ballungsräumen maximal 250 km/h) bzw. 500 km/h erreicht werden.
Von 292 Streckenkilometern sollten 45 km durch Schleswig-Holstein, 90 km durch Mecklenburg-Vorpommern sowie 125 km durch Brandenburg verlaufen. 131 km der 292 km sollten aufgeständert errichtet werden, der Rest ebenerdig. In Perleberg (Streckenkilometer 166) sollte ein Betriebswerk entstehen, in der Nähe der beiden Endbahnhöfe darüber hinaus Abstell- und Behandlungsanlagen für jeweils fünf Züge. Die Breite des Verkehrswegs sollte, je nach Geschwindigkeit, zwischen 10,10 und 11,40 m betragen. Auch neun Überleitstellen waren vorgesehen.
Die Bahnsteige sollten jeweils 130 m lang sein und den Einsatz von Fünf-Sektionen-Fahrzeugen mit jeweils 438 Sitzplätzen im Zwei-Klassen-System ermöglichen. In der 2. Klasse waren Sitze von 49 cm Breite und 86 cm Längsabstand vorgesehen. Der Mittelgang sollte 49 cm breit ausfallen. Dazu sollten 55 Einheiten des Transrapid 08 beschafft werden.

### Abschnitt Hamburg
In Hamburg war die Endstation unmittelbar südlich der Halle des Hauptbahnhofes in Hochlage etwa zwischen den sich hier verzweigenden Strecken nach Harburg bzw. Bergedorf vorgesehen. Die Strecke wäre durch das Gebäude des Postamtes am Hühnerposten in Richtung Högerdamm geführt worden.

### Abschnitt Berlin
Am Berliner Hauptbahnhof sollte – nach dem Planungsstand von 1998 – der nördliche Teil des heutigen Gleises 8 vom Transrapid genutzt werden, während der südliche Abschnitt als Stumpfgleis für die konventionelle Bahn dienen sollte. Darüber hinaus sollte eine zweispurige Transrapid-Station in 40 m Abstand entstehen. Andere Überlegungen sahen vor, einen der vier Bahnsteige des Tiefbahnhofs ausschließlich für den (dann zweispurigen) Transrapid zu nutzen. 1996 war vorgesehen, eine zweispurige Transrapid-Station unmittelbar östlich des Hauptbahnhofs (zwischen Nord-Süd-S-Bahnsteig und Humboldthafen, unterhalb der Invalidenstraße) auf der Minus-2-Ebene des Hauptbahnhofs anzulegen.

## Geschichte

### Ursprung
Nachdem die Einsatzreife der Magnetschwebebahn Transrapid im November 1991 bestätigt worden war, ließ das Bundesverkehrsministerium 1992 verschiedene Strecken unter wirtschaftlichen und verkehrlichen Gesichtspunkten untersuchen. Die Strecke Berlin–Hamburg ging daraus als günstigste Variante hervor, wurde zur Realisierung ausgewählt und am 15. Juli 1992 in den Bundesverkehrswegeplan aufgenommen. Die Prognosen für die Bundesverkehrswegeplanung gingen von jährlich 14,5 Millionen Reisenden 2010 aus, wobei ein Zehn-Minuten-Takt zu Spitzenzeiten vorgesehen war. Nach der Entscheidung für den Umzug des Bundestages und Teilen der Bundesregierung nach Berlin vom 20. Juni 1991 wurde für den Bundesverkehrswegeplan 1992 auch eine Strecke zwischen Berlin und Bonn geprüft. Dabei ergab sich eine „längerfristige verkehrliche Perspektive“ für eine spätere Verlängerung der Strecke Berlin–Hamburg in Richtung Bremen–Ruhrgebiet–Köln–Bonn.
Im März 1993 stellten die Unternehmen Thyssen, Siemens, Daimler-Benz und AEG gemeinsam denkbare Finanzierungskonzepte für eine 283 km Magnetschnellbahntrasse zwischen Berlin Westkreuz und Hamburg Hauptbahnhof vor. Die geplante Fahrzeit lag bei 53 Minuten; Zwischenhalte waren nicht vorgesehen. An Investitionen waren 7,2 Milliarden D-Mark (Preisstand: 1989, Wert heute etwa 7,5 Milliarden Euro) geplant. Erwartet wurde ein Verkehrsaufkommen von 14,505 Millionen Personen (4,10 Mrd. Personenkilometer) pro Jahr, die Fahrpreise je Kilometer sollten (zum Preisstand von 1992) bei 39 Pfennig in der ersten und 26 Pfennig in der zweiten Klasse liegen, die Betriebskosten wurden mit 210 Millionen DM pro Jahr angesetzt. Das Konzept sah die Vergabe einer Konzession für Bau und Betrieb an ein Industriekonsortium vor. Als Betreiber waren die Deutsche Bundesbahn und/oder die Lufthansa vorgesehen.
Am 8. Dezember 1993 sprach sich das Bundeskabinett für den Bau der Strecke aus. Nach den Planungen sollte die endgültige Entscheidung Anfang 1994 fallen, mit dem Bau 1996 begonnen und die Strecke 2004 in Betrieb genommen werden. Als Voraussetzung für die endgültige Zustimmung der Regierung wurde ein wesentlich höherer Beitrag der Industrie zu dem Projekt genannt. Die Betriebsgesellschaft (im Umfang von 3,3 Milliarden D-Mark) sollte privat organisiert werden, während der Bund den Fahrweg (5,6 Milliarden D-Mark) finanzieren wollte. Als Betreiber sollten Deutsche Bahn und Lufthansa fungieren, die zusammen 300 Millionen D-Mark Eigenkapital in die Betriebsgesellschaft einzahlen wollten. Am 2. März 1994 entschied die Bundesregierung, die geplante Magnetbahn zu realisieren. Eine ebenfalls erwogene Neu- und Ausbaustrecke zwischen Hamburg und Berlin wurde verworfen, während beim Ausbau der Bestandsstrecke für 160 km/h ein Ausbau für 200 km/h als Option offen gehalten wurde.
Mit dem Magnetschwebebahn-Planungsgesetz vom 23. November 1994, dem Magnetschwebebahn-Bedarfsgesetz sowie dem Allgemeinen Magnetschwebebahn-Gesetz (jeweils vom 19. Juli 1996) und der Magnetschwebebahn-Bau- und Betriebsordnung vom 25. September 1996 wurden die rechtlichen Grundlagen geschaffen. Am 23. September 1997 wurde ferner die ab 1. Oktober 1997 gültige Magnetschwebebahnverordnung, die neben der Bau- und Betriebsordnung auch die Magnetschwebebahn-Lärmschutzverordnung und eine Ergänzung der Verkehrswege-Schallschutzmaßnahmenverordnung umfasste, beschlossen.
Das Projekt verschaffte anfänglich der Transrapidtechnologie eine hohe öffentliche Sichtbarkeit und breite, parteiübergreifende Unterstützung im Parlament. Die Strecke war als Symbol der Einheit wie auch erste Anwendung einer in Deutschland entwickelten innovativen Technologie mit positiven industriepolitischen Wirkungen gesehen worden. Dies wurde auch in der Gründung eines Parlamentarischen Gesprächskreises Transrapid unter Vorsitz von Hans Eichel zum Ausdruck gebracht.

### Planung
1994 wurde von einer Fahrzeit (ohne Halt) von 53 Minuten bei einer Streckenlänge von 284 km und einer Betriebsgeschwindigkeit von 400 km/h ausgegangen. Die Strecke sollte entlang der Bundesautobahn 24 führen. Zwischen den Endbahnhöfen Hamburg Hauptbahnhof und Berlin Westkreuz waren Zwischenhalte in Billwerder-Moorfleet und Berlin-Spandau vorgesehen.
Für die Strecke waren Baukosten in Höhe von 5,6 Milliarden D-Mark (rund 2,9 Milliarden Euro) vorgesehen. Eine private Gesellschaft sollte darüber hinaus 3,3 Milliarden D-Mark (rund 1,7 Milliarden Euro) für die notwendigen Fahrzeuge aufbringen. Das geplante Eigenkapital der Gesellschaft in Höhe von 1,5 Milliarden D-Mark (rund 0,8 Milliarden Euro) sollte demnach von einer Holding von Industrie und Banken (insgesamt 700 Mio. D-Mark), Investoren (500 Mio. D-Mark) sowie Lufthansa und Deutscher Bahn (insgesamt 300 Mio. D-Mark) aufgebracht werden. Eine einfache Fahrkarte sollte 80 D-Mark kosten (rund 41 Euro), wobei 14,5 Millionen Fahrgäste pro Jahr erwartet wurden. Der Bund rechnete damit, etwa die Hälfte der Aufwendungen für die Trasse über Nutzungsgebühren refinanzieren zu können, sollte sich aber auch indirekt (über steuerliche Erleichterungen und Investitionszuschüsse) an der privaten Gesellschaft beteiligen. Das erwartete Verkehrsvolumen von 14,5 Millionen Fahrgästen pro Jahr hätte Mitte der 1990er Jahre einer Vervierfachung der bis dato per Flugzeug und Bahn Reisenden entsprochen. Im Februar 1994 kritisierte der verkehrswissenschaftliche Beirat des Bundesverkehrsministeriums das Konzept. Die 13 Professoren führten an, die Finanzierung sei nicht gesichert und die Risikobeteiligung von Industrie und Banken „unbefriedigend“.
Ein Konsortium von Thyssen Industrie AG, Siemens, Daimler-Benz und AEG entwickelten, unter Mitwirkung der Deutschen Bank und der Kreditanstalt für Wiederaufbau, ein Konzept für Finanzierung und privatwirtschaftlichen Betrieb. Von Gesamtkosten in Höhe von 8,9 Mrd. D-Mark (Preisstand 1993) sollte der Bund 3,2 Mrd. D-Mark – die Hälfte der Fahrwegkosten – tragen. Später (1997) wurde das Konzept modifiziert: Demnach sollte die Deutsche Bahn AG sowohl als Besteller als auch als Betreiber des Systems fungieren, ähnlich den konventionellen Neubaustrecken. Die Industrie sollte der Deutschen Bahn das System gegen ein festes Nutzungsentgelt zur Verfügung stellen. Die Bahn sollte demnach aus den Betriebserlösen sowohl die Betriebskosten als auch das Nutzungsentgelt für den Fahrweg decken. Erlösüberschüsse sollten zu je einem Drittel an die DB, die Industrie und den Bund gehen. Die Fahrwegkosten sollten so langfristig vollständig zurückgezahlt werden.
Anfang 1995 nahm die am 13. Oktober 1994 gegründete Magnetbahn-Planungsgesellschaft mit Sitz in Schwerin und Büros in Berlin und Hamburg ihre Arbeit auf. Als Gründungsgesellschafter fungierten die Bundesrepublik Deutschland (vertreten durch das Bundesverkehrsministerium), die Thyssen Industrie AG, die Siemens AG, die AEG-Schienenfahrzeuge GmbH, die Dyckerhoff & Widmann AG, die Hochtief AG, die Philipp Holzmann AG sowie die Deutsche Bahn AG.
Die damaligen Planungen sahen vor, Raumordnungs- und Planfeststellungsverfahren bis Ende 1998 fertigzustellen. Zuvor sollte eine staatliche Fahrweg- und eine private Betreibergesellschaft gegründet werden. Die Kosten des Fahrwegs wurden 1995 mit 5,6 Milliarden D-Mark kalkuliert, die notwendigen Fahrzeuge mit insgesamt 3,3 Milliarden DM. Ausgehend auf den vorherigen Überlegungen entwickelte die Planungsgesellschaft ein Betriebskonzept, das einen Taktverkehr von 10 bis 15 Minuten in den Spitzenstunden mit einem Regelbetrieb zwischen 6:00 und 1:00 Uhr bei insgesamt 72 Zügen je Tag und Richtung vorsah.
Vor dem Raumordnungsverfahren wurden in einem Vorverfahren verschiedene Trassen zwischen der Elbe im Süden und der mecklenburgisch-brandenburgischen Seenplatte im Norden ausgearbeitet. Als günstigste Grobkorridore wurde zum einen eine Trasse entlang der A 24, zum anderen eine Trasse entlang der A 25, der B 5, einer 220-kV-Überlandleitung und verschiedenen Bahnstrecken identifiziert. Zur weiteren Optimierung wurden innerhalb dieser beiden Korridore anschließend in einer Breite von mehr als 4 km verschiedene Linienentwürfe entwickelt und bewertet. Ein peripherer Halt bei Hamburg (in Moorfleet, Reinbek oder Geesthacht) war um 1996 umstritten. Für einen solchen Halt sprach die Möglichkeit, in größerem Maß Parkplätze einrichten zu können, dagegen sprach die starke Ausrichtung Hamburgs auf das Zentrum und die gute Erschließung des Hauptbahnhofs mit S-Bahn-Verkehr.
Im eher polyzentrischen Berlin wurden dagegen zunächst 15 Korridore zur Erschließung verschiedener Halte untersucht. Als Endbahnhöfe erwogen wurden Westkreuz, Gesundbrunnen, der Lehrter Bahnhof (heute Hauptbahnhof) und der Bahnhof Papestraße (heute Südkreuz). Darüber hinaus wurde ein peripherer Halt für die Erschließung durch den motorisierten Individualverkehr gesucht. Aus den 15 Varianten wurden schließlich drei Trassenvarianten entwickelt: die Westeinführungslinie sah eine Trassenführung über Spandau vor und entsprach den ursprünglichen Entwürfen. Als Alternativen wurde eine Variante über Gesundbrunnen zum Lehrter Bahnhof sowie eine Variante über Velten und Hennigsdorf und Westend zum Bahnhof Papestraße erwogen. Die im Finanzierungskonzept vorgesehene Trasse über Spandau zum Westkreuz ließ in weiteren Untersuchungen ein geringeres Fahrgastaufkommen erwarten als Varianten über Spandau zum Bahnhof Papestraße oder Lehrter Bahnhof; die beiden Endbahnhof-Varianten ließen mit jeweils 40.000 bis 45.000 Ein- und Aussteigern pro Tag ein etwa gleich hohes Fahrgastaufkommen erwarten. Während die Variante über Gesundbrunnen aufgrund wenig attraktiver verkehrlicher Anbindung aus dem weiteren Verfahren herausgenommen wurde, führten weitere Untersuchungen dazu, den Zielbahnhof Lehrter Bahnhof gegenüber dem Bahnhof Papestraße zu präferieren. Eine Weiterführung der Magnetschnellbahn vom Lehrter Bahnhof zum Südkreuz, einschließlich eines etwa 2 km langen Tunnels, sollte langfristig offen gehalten werden.
Anfang 1996 zog sich Dyckerhoff & Widmann ohne Angaben von Gründen aus der Planungsgesellschaft zurück. Daraufhin stieg die Deutsche Bahn in die Gesellschaft ein und erwarb 12,5 Prozent der Anteile für 125.000 DM.
Im Koalitionsvertrag der rot-grünen Bundesregierung wurden 1998 6,1 Milliarden D-Mark (3,1 Milliarden Euro) für den Bau der Strecke vorgesehen. Dies entsprach dem Kostenstand für den Fahrweg, der in einem Eckpunktepapier zwischen Bund, DB und Industrie im April 1997 vereinbart worden war.
Eine Schätzung von Industrie und DB aus dem Spätsommer ging von Kosten für den Fahrweg in Höhe von 7,5 Milliarden DM aus, die benötigten Fahrzeuge sollten dagegen statt 4,4 nur noch 3,7 Milliarden DM kosten. Presseberichte gingen Mitte 1999 von Mehrkosten gegenüber dem ursprünglichen Stand in Höhe von rund 1,5 Milliarden D-Mark (etwa 0,8 Milliarden Euro) aus. Nach Industrieangaben sollten während der achtjährigen Bauzeit ca. 8.000 Arbeitsplätze im Stahl- und Ingenieurbau entstehen, weitere 4.000 insbesondere in den Bereichen Fahrzeugbau, Elektronik und Elektrotechnik.
Nachdem zwischen den beteiligten fünf Bundesländern eine „Präferenztrasse“ ermittelt worden war, begannen im Juli bzw. August 1996 die Raumordnungsverfahren. Mit verschiedenen Veränderungen wurden alle fünf Verfahren bis zum 24. Juni 1997 abgeschlossen. Am 7. November 1997 wurde die endgültige Trasse festgelegt. Die beteiligten Konsortialfirmen einigten sich im Aufsichtsrat der Planungsgesellschaft darauf, die Strecke von Hamburg über die Autobahnen 1 und 24 nach Schwerin zu führen. Anschließend sollte über Perleberg, Nauen und Wustermark Berlin-Spandau sowie schließlich der Lehrter Bahnhof erreicht werden. Am 8. April 1998 begann das erste von 20 Planfeststellungsverfahren, für einen 14 km langen Abschnitt südwestlich von Schwerin. Erste Planfeststellungsbeschlüsse wurden Mitte 1999 für den Jahreswechsel 1999/2000 erwartet, der Rest sollte 2000 folgen. Mit der Betriebsaufnahme wurde für 2006 gerechnet.
Ende 1996 kündigte Bahnchef Heinz Dürr in einem Interview an, den Schienenpersonenfernverkehr auf der bestehenden Strecke nach Inbetriebnahme des Transrapids einzustellen. Eine Verkehrsprognose sah 1998 für das Jahr 2010 ein Verkehrsaufkommen von 11,4 bis 15,2 Millionen Transrapid-Passagieren zwischen beiden Städten. Zwischen 6 Uhr morgens und 1 Uhr nachts sollten 51 Züge je Tag und Richtung verkehren. Zur Hauptverkehrszeit war zunächst ein 20-Minuten-Takt vorgesehen, der später auf einen 15-Minuten-Takt verdichtet werden sollte. Bei den angenommenen Fahrgastzahlen wurden demnach Erlöse zwischen 800 und 950 Millionen D-Mark pro Jahr erwartet. Ein Nullgewinn sollte bereits bei 72 Prozent des unteren Wertes von 11,4 Millionen Fahrgästen erwirtschaftet werden können.
Ende 1997 drängte die Bundesregierung auf einen Baubeginn noch vor der Bundestagswahl 1998.
Das Projekt wurde in die Transeuropäischen Netze der Europäischen Union aufgenommen.
Ab 6. August 1998 warben ein originalgetreues Transrapid-Modell im ICE-Design in Schwerin sowie am Hauptbahnhof Hamburg für das Projekt. Dabei sollte der erste Spatenstich noch 1998 erfolgen, ab Herbst 1999 der großflächige Baubeginn in Mecklenburg-Vorpommern.
Anfang 1999 wurde absehbar, dass sich die geplante Inbetriebnahme der Strecke um ein Jahr, auf Oktober 2006, verschieben würde. Die Magnetbahn-Planungsgesellschaft begründete die Verzögerungen mit Unsicherheiten durch neue EG-Umweltrichtlinien. In einem Abschnitt war zu diesem Zeitpunkt die Anhörung im Zuge des Planfeststellungsverfahrens abgeschlossen, in einem weiteren lagen die Unterlagen aus. Die übrigen 18 Planfeststellungsverfahren sollten noch 1999 durchgeführt werden. Im Verkehrshaushalt 1999 sollten 249 Millionen D-Mark für das Projekt vorgesehen werden.
Mitte 1999 war das Vergabeverfahren für die Fahrwegträger im Endstadium, die Beton- und Stahlfahrwegskomponenten warteten indes auf Zulassung durch das Eisenbahn-Bundesamt. Das Eisenbahn-Bundesamt hatte zuvor dem auf der Transrapid-Versuchsanlage Emsland eingesetzten Betonfahrweg die Genehmigung aufgrund technischer Mängel verweigert. Daraufhin hatte Thyssen einen neuen Stahlfahrweg entwickelt.

### Scheitern des Projekts

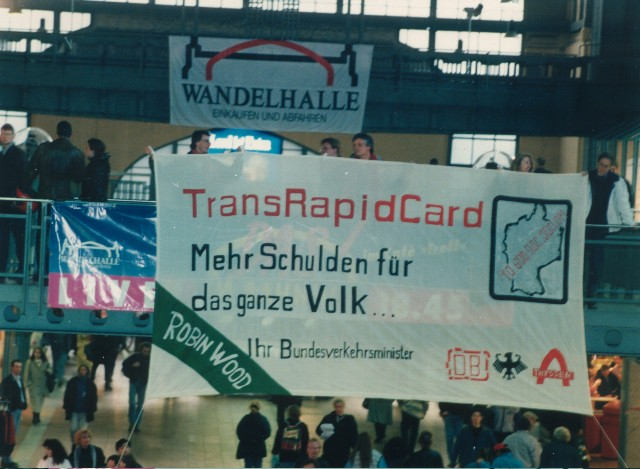
Transparent von Robin Wood gegen den Transrapid in der Wandelhalle des Hamburger Hauptbahnhofs

Verschiedene Gutachten kritisierten in den 1990er Jahren die Planungen und wiesen insbesondere auf ähnlich schnelle, aber weitaus kostengünstigere Lösungen mit Neu- und Ausbaustrecken des konventionellen Rad-Schiene-Systems hin. Im Oktober 1995 beantragte die Fraktion der Grünen im Deutschen Bundestag die Einstellung des Projekts und den Ausbau der bestehenden Bahnstrecke. Das Land Schleswig-Holstein klagte vor dem Bundesverfassungsgericht gegen die Magnetbahn. Im April 1999 wurden Zahlen bekannt, laut denen der Bau der Strecke bis zu 1,1 Milliarden D-Mark mehr kosten würde als zunächst geplant. Darüber hinaus seien die Fahrgastzahlen um bis zu ein Drittel zu hoch angesetzt worden.
Bei einer Anhörung vor dem Verkehrsausschuss des Deutschen Bundestages betonte Verkehrsminister Matthias Wissmann Mitte Januar 1997, dass es „einen Transrapid um jeden Preis“ nicht geben werde. Er verwies auf fehlende aktuelle Daten über Kosten und Erlöse. Der Vorsitzende von Thyssen, der das Projekt koordinierte, sagte, die Ampeln für die Magnetschwebebahn stünden „nur auf Gelb“. Die Transrapid-Technologie habe ohne die Referenzstrecke zwischen Berlin und Hamburg „nicht den Hauch einer Chance zum Export“. Schleswig-Holsteins Ministerpräsidentin Heide Simonis bezeichnete die Erklärungen von Wissmann als „Einstieg in den Ausstieg“ des Projekts. Der BUND kritisierte in einer Anfang 1997 vorgelegten Auftragsstudie von Vieregg-Rössler-Bohm, der Energieverbrauch im Verkehr zwischen Hamburg, Schwerin und Berlin würde sich gegenüber dem Istzustand verdreifachen.
Am 25. April 1997 stellte Bundesverkehrsminister Wissmann in Bonn eine neue Wirtschaftlichkeitsrechnung für das Projekt vor. Die Projektkosten stiegen dabei um rund eine Milliarde auf 9,8 Milliarden D-Mark, die erwarteten Erlöse sowie die geplante Beförderungsleistung wurden nach unten korrigiert. Für das Jahr 2010 wurden demnach zwischen 11,4 und 15,2 Millionen Fahrgäste erwartet, entsprechend 2,6 bis 3,5 Milliarden Personenkilometer (zuvor: 4,1 Milliarden Pkm). Mitte der 1990er Jahre lag die Zahl der Reisenden (alle Verkehrsträger) zwischen Berlin und Hamburg bei rund 15 Millionen. Die Erlöse (Preisstand: 1996) wurden auf jährlich 700 bis 950 Millionen D-Mark geschätzt (zuvor: 1,15 Mrd. DM). Der Minister betonte, nach der vorgelegten Überarbeitung der Finanzierungs- und Managementstruktur stünden die Signale für die Strecke „eindeutig auf Grün“. Er erwartete die Schaffung  von 18.000 Arbeitsplätzen während der Bauphase und 4.400 dauerhafte Arbeitsplätze in der Betriebsphase. Die Inbetriebnahme wurde zu diesem Zeitpunkt für 2005 erwartet.
Im Frühjahr 1999 zeichnete sich ab, dass der Aufsichtsrat der Deutschen Bahn AG eine Beteiligung des Unternehmens an dem Projekt ablehnen würde. Ein damals noch unveröffentlichtes Gutachten habe ergeben, dass die Fahrgastzahlen um 28 Prozent zu hoch, die Baukosten jedoch zu niedrig angesetzt worden seien. In seiner Sitzung am 11. Mai 1999 forderte der Aufsichtsrat der DB AG den Vorstand auf, bis 17. Juli 1999 aktualisiertes Zahlenmaterial und eine Einschätzung der Studie vorzulegen. Bei der Vorstellung der Jahresbilanz 1998 sagte Johannes Ludewig, im Zuge der Strategie Netz 21 müsse bei einem Scheitern des Transrapids eine zweite Strecke zwischen Berlin und Hamburg zu Trennung von schnellen und langsamen Verkehr gebaut werden. Auf der InnoTrans 1998 betonte Ludewig, nach zwanzig Jahren Entwicklungszeit wäre es schade, den Transrapid nicht zu bauen. Man müsse ihn realisieren und sehen, was er koste.
Die im Spätsommer 1999 vorgelegte, aktualisierte Fahrgastprognose der Deutschen Bahn ging statt von 12 bis 14 Millionen Fahrgästen im Prognosejahr 2010 noch von 6,28 Millionen aus.
Kurz zuvor hatte die Magnetschnellbahn-Fahrweggesellschaft (FWG) eine Kostensteigerung des Projekts auf über sieben Milliarden D-Mark bestätigt. Die Steigerung sei mit der Preissteigerung seit 1996 zu begründen gewesen.
Am 16. September 1999 schlug das Bundesverkehrsministerium vor, die Strecke zunächst einspurig auszuführen. Dabei wären wenigstens drei zweispurige Kreuzungsabschnitte vorzusehen gewesen, eine ursprünglich vorgesehene Sprinter-Linie (ohne Halt auf Unterwegsbahnhöfen) hätte nicht realisiert werden können. Kritiker bemängelten, für eine auch nur mäßig stabile Betriebsführung wären Doppelspurabschnitte mit einer Gesamtlänge erforderlich, die fast der Hälfte der Streckenlänge entsprochen hätte. Ferner hätte die Fahrzeit um eine Viertelstunde verlängert und das Betriebskonzept von einem 20- auf einen 30-Minuten-Takt umgestellt werden müssen. Neben dem zuvor vorgelegten Konzept mit stehenden Kreuzungen (einer der beiden Züge hält an) wurde Ende 1999 noch ein Konzept mit fliegenden Kreuzungen vorgelegt, bei dem keiner der beiden sich kreuzenden Züge zum Halten komme sollte. Zur weiteren Kostenminderung wurde Mitte Dezember 1999 vorgeschlagen, auf den Halt Holthusen bei Schwerin zu verzichten. Die Streckenlänge wäre damit von 292 auf rund 279 Kilometer reduziert worden. Kritiker bemängelten, das Betriebsdefizit würde damit weiter, von 63 Millionen DM pro Jahr (einspurig mit fliegenden Kreuzungen) auf 77 Millionen DM jährlich steigen.
1999 wurden auch Bürgschaften einzelner Bundesländer für die Projektfinanzierung erwogen. Laut Medienberichten sei für die Bundesregierung Anfang Dezember 1999 bereits festgestanden, das Transrapid-Projekt aufgrund zu hoher Risiken für die Deutsche Bahn als Betreiber für gescheitert zu erklären. Der Bund hatte bereits im Spätsommer 1999 erklärt, sich nicht über die zugesagten 6,1 Milliarden D-Mark hinaus an dem Projekt beteiligen zu wollen. Die Kostenprognosen für den Fahrweg lagen zu diesem Zeitpunkt zwei bis drei Milliarden DM darüber. Im Spätsommer 1999 gehörte das Projekt zu jenen, die aufgrund von Sparzwängen des Bundes wahrscheinlich nicht realisiert werden sollten.
Auf seiner Sitzung am 1. Dezember 1999 lehnte der Aufsichtsrat der Deutschen Bahn eine Entscheidung über das Projekt ab und beauftragte den Vorstand, die Auswirkungen der von einigen Bundesländern angebotenen Bürgschaften auf die Rentabilität des Projektes zu prüfen. Ende Dezember 1999 kündigte der neue Bahnchef Hartmut Mehdorn an, es werde „mit Sicherheit keinen Transrapid“ geben, wenn Staat und Industrie ihre Angebote nicht nachbessern würden.
Bereits Ende 1999 lag bahnintern ein Alternativszenario für den Fall vor, dass das Transrapid-Projekt scheitern sollte. Bei einer Höchstgeschwindigkeit von 200 km/h sollte dabei eine Reisezeit von unter zwei Stunden ermöglicht werden, bei einem Ausbau auf 230 km/h von 90 Minuten. Kurz bevor das Projekt scheiterte, kam es zu Schuldzuweisungen und Schadenersatzforderungen seitens der Industrie.
Am 5. Februar 2000 wurde der Abbruch des Projektes durch das Bundesverkehrsministerium, die Deutsche Bahn und die beteiligten Industrieunternehmen beschlossen. In einer gemeinsamen Erklärung stellten die Beteiligten nach einem Spitzengespräch das Scheitern des Projektes fest, hoben die Bedeutung des Transrapid für den Industriestandort Deutschland hervor und vereinbarten den weiteren Betrieb der Transrapid-Versuchsanlage Emsland. In das nach achtjähriger Planungsphase abgebrochene Projekt waren rund 400 Millionen D-Mark (etwa 200 Millionen Euro) investiert worden.
Vereinzelt wurde eine Eisenbahn-Neubaustrecke zwischen Berlin und Hamburg gefordert, um die Fahrzeit zwischen beiden Städten auf rund eine Stunde zu verkürzen. Auf der DB-Bilanzpressekonferenz am 10. Mai 2000 wurde der Ausbau der bestehenden Bahnstrecke für 230 km/h mit dem Ziel einer Reisezeit von 90 Minuten angekündigt. Die entsprechenden Arbeiten fanden zwischen 2002 und 2004 statt. Die Reisezeit der auf der Strecke verkehrenden ICE-Züge konnte damit von rund 135 auf etwa 100 Minuten (ohne Zwischenhalte) gesenkt werden.
Der ehemalige DB-Vorstandsvorsitzende Mehdorn nennt in seiner Biografie mehrere Gründe für das Scheitern des Projekts: Die Deutsche Bahn hätte demnach alle Risiken tragen sollen, das Investitionsrisiko sei viel zu hoch, die angenommenen Fahrgastzahlen „schlichtweg utopisch“ gewesen. Ferner sei die fehlende Durchgängigkeit des Transrapid-Verkehrs (Umsteigezwang für weiterführende Reisen) ein wesentlicher Grund für das Scheitern des Projektes gewesen. Jürgen Zirfaß, leitender Mitarbeiter des Projekts bei der DB, ergänzte, dass die Umsetzung auch mangels frühzeitiger Bürgereinbindung scheiterte.
Alternative Projekte
Der Bund verpflichtete sich, die weitere Entwicklung des Transrapid (insbesondere für den Regionalverkehr) zu fördern. Darüber hinaus wurde Ende Februar 2000 mit Ländern und DB AG sich darauf verständigt, über fünf Alternativstrecken binnen zwei Jahren zu entscheiden. Geprüft werden sollten Anbindungen der Flughäfen München (Transrapid München) und Berlin-Schönefeld an das Stadtzentrum, ein Nahverkehrskonzept im Ruhrgebiet (Metrorapid), eine Transrapidstrecke von Hamburg in die Niederlande sowie eine Verbindungsstrecke zwischen den Flughäfen Frankfurt Main und Hahn. Diese Anwendungsstrecken waren von den Bundesländern vorgeschlagen worden. Auf Grundlage der Untersuchungsergebnisse fiel im Oktober 2000 die Entscheidung, das Flughafen-München- und das Metrorapid-Projekt fortzuführen und in einer Machbarkeitsstudie mit integrierter Umweltverträglichkeitsstudie zu bewerten. Die Ergebnisse dieser Studie wurden am 21. Januar 2002 in Berlin vorgestellt. Das Projekt im Ruhrgebiet wurde 2003 eingestellt, der Transrapid München 2008.